# Knœringue
Knœringue è un comune francese di 376 abitanti situato nel dipartimento dell'Alto Reno nella regione del Grand Est.

## Storia

### Simboli
Lo stemma è stato adottato dal comune nel 1978. La banda di rosso deriva dal blasone dei du Knoeringen, signori del villaggio, menzionati dal XII al XV secolo; rosso e oro sono gli smalti dell'arma dei conti di Ferrette (di rosso, a due barbi addossati d'oro) che furono gli ultimi proprietari del paese fino al 1789; la croce patente riproduce quella scolpita su una pietra angolare della locale chiesa di San Giacomo Maggiore.

## Società

### Evoluzione demografica
Abitanti censiti